# Alphonse Schepers
Alphonse Schepers (ur. 27 sierpnia 1907 w Neerlinter, zm. 1 grudnia 1984 w Tienen) – kolarz belgijski.
W 1933 zwyciężył w pierwszej edycji wyścigu Paryż-Nicea. Wygrywał ponadto dwukrotnie wyścig klasyczny Liège-Bastogne-Liège (1929 i 1935). W 1936 w klasyfikacji końcowej Vuelta a España zajął 7. miejsce, odniósł trzy zwycięstwa etapowe.